# Youri Korolev
Pour les articles homonymes, voir Korolev.
Youri Nikolaïevitch Korolev (en russe : Юрий Николаевич Королёв), né le 25 août 1962 à Vladimir (république socialiste fédérative soviétique de Russie) et mort le 29 avril 2023 dans la même ville, est un gymnaste soviétique.

## Palmarès

### Championnats du monde
- Moscou 1981
  -  médaille d'or par équipes
  -  médaille d'or au concours général individuel
  -  médaille d'or au sol
  -  médaille de bronze au cheval d'arçons

- Budapest 1983
  -  médaille d'argent par équipes

- Montréal 1985
  -  médaille d'or par équipes
  -  médaille d'or au concours général individuel
  -  médaille d'or aux anneaux
  -  médaille d'or au saut de cheval
  -  médaille d'argent au sol

- Rotterdam 1987
  -  médaille d'or par équipes
  -  médaille d'or aux anneaux
  -  médaille d'argent au concours général individuel

### Championnats d'Europe
- Rome 1981
  -  médaille d'or au sol
  -  médaille d'or aux anneaux
  -  médaille d'argent au concours général individuel
  -  médaille d'argent au cheval d'arçons
  -  médaille d'argent au saut de cheval

- Varna 1983
  -  médaille d'argent au concours général individuel
  -  médaille d'or au sol
  -  médaille d'argent au cheval d'arçons
  -  médaille de bronze au saut de cheval
  -  médaille d'or aux barres parallèles

- Moscou 1987
  -  médaille d'argent au concours général individuel
  -  médaille d'argent au sol
  -  médaille d'or au saut de cheval